# Tremelo
Tremelo – miejscowość i gmina (gemeente) w Belgii, w Regionie Flamandzkim, w prowincji Brabancja Flamandzka, w okręgu Leuven. 1 stycznia 2024 roku liczyła 15 417 mieszkańców. Całkowita powierzchnia gminy wynosi 21,89 km², co daje jej gęstość zaludnienia na poziomie 704 mieszkańców / km².

## Podział administracyjny
W skład gminy wchodzi jedna dzielnica (deelgemeente):
- Baal

## Osoby

### urodzone w Tremelo
- Damian De Veuster, kanonizowany przez Benedykta XVI 11 października 2009 r. jako święty Damian z Molokaʻi.

## Współpraca
Miejscowość partnerska:
- Honolulu, Stany Zjednoczone